# Lord's Media Centre

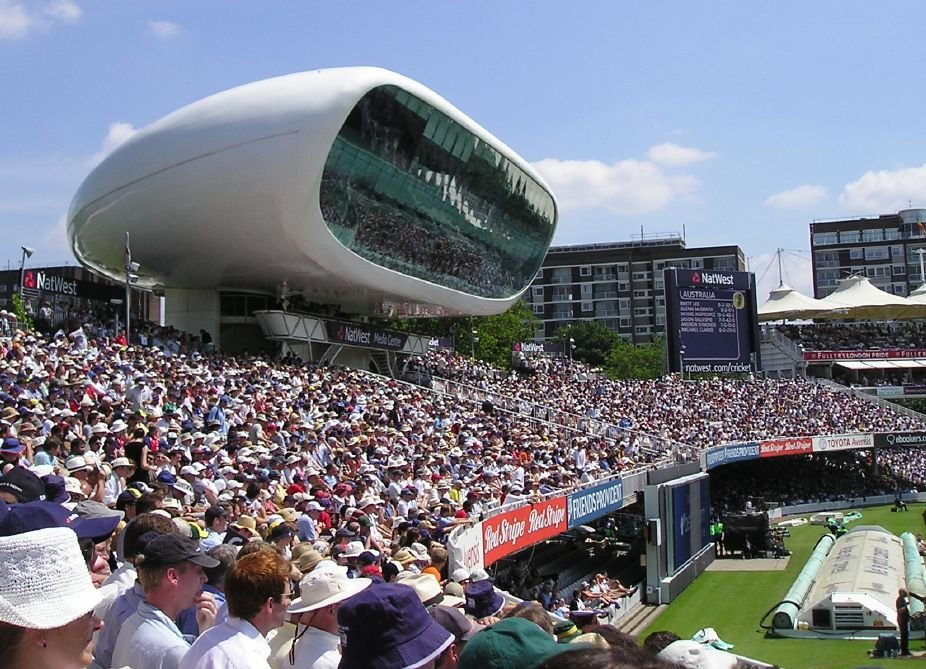
Lord's Media Centre

Lord's Media Centre je budova tiskového centra na londýnském kriketovém stadionu Lord's Cricket Ground, postavená v letech 1994-1999 dle návrhu architektonické kanceláře Future Systems. Stavba, na jejímž návrhu se podíleli například Jan Kaplický a Amanda Levete, byla oceněna nejprestižnější britskou cenou za architekturu Stirling Prize.
Šlo vůbec o první veřejnou stavbu kanceláře Future Systems. Tvar budovy je inspirován průmyslovým designem kompaktních fotoaparátů či ochranných přileb. Interiér je vybaven například židlemi Series 7 od Arne Jacobsena. Moderní přenosové místnosti, bar a restaurace v této budově mají celkovou kapacitu 270 míst (120 novinářů, 100 reportérů a 50 míst v restauraci).